# Diporiphora arnhemica
Diporiphora arnhemica là một loài thằn lằn trong họ Agamidae. Loài này được Storr mô tả khoa học đầu tiên năm 1974.